# Alte Synagoge (Lipno)

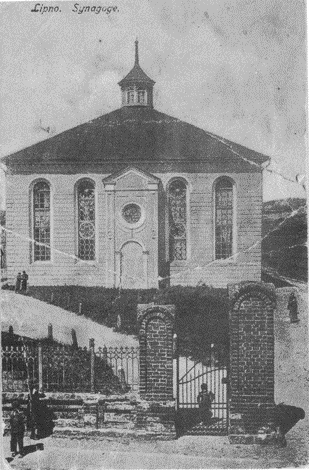
Synagoge in Lipno

Die Alte Synagoge in Lipno (deutsch Leipe), einer Stadt in der Woiwodschaft Kujawien-Pommern in Polen, wurde im 19. Jahrhundert errichtet. Die Synagoge im Stil des Historismus befand sich in der Adam-Mickiewicz-Straße. Sie wurde von den deutschen Besatzern während des Zweiten Weltkriegs zerstört.